# Noah Puckerman
Noah Puckerman, dit Puck, est un des personnages principaux de la série télévisée américaine Glee, interprété par l'acteur, chanteur et danseur américain Mark Salling et doublé en français par Emmanuel Garijo. 
Puck apparait dès le premier épisode de la saison 1 en tant que membre de l'équipe de foot du lycée William McKinley. Guitariste et meilleur ami de Finn Hudson, il rejoint le Glee Club à la suite de ses prestations dans les Acafellas, le groupe de Will. Au long de la saison 1, il mettra enceinte Quinn Fabray, qui est alors la petite amie de Finn. Il aura également des relations successives avec Santana, Rachel et Mercedes pour remonter son niveau de popularité. 
Il est diplômé à la fin de la saison 3 et ne sera plus régulier dans la série à partir de la saison 4. Il devrait revenir de temps à autre.

## Saison 1
Puck est présenté comme un joueur de football et un rebelle à William McKinley ; il est souvent en train de jeter ses camarades dans les bennes à ordures, ou de jeter des boissons sur leurs visages. Il est révélé plus tard qu'il est juif. Il est le meilleur ami de Finn Hudson, le quarterback, et a une entreprise de nettoyage de piscine qui mène à des rapports sexuels avec sa clientèle féminine. Il a également des relations sexuelles avec d'autres étudiantes, y compris dans une relation, et à nouveau une hors-relation avec Santana Lopez, une pom-pom girl, qui ne prend pas fin pour de bon jusqu'au milieu de la saison 2. Puck fait des actes homophobes et se moque d'abord de Finn qui rejoint le Glee Club, mais plus tard, il deviendra membre dans l'épisode Les Acafellas. Quand la petite amie de Finn, Quinn Fabray est enceinte et raconte à Finn que le bébé est le sien, Puck se rend compte qu'il est le véritable père, et dit à Quinn qu'il la soutiendra. Elle lui tourne le dos, le qualifiant de "loser". Puck sort brièvement avec Rachel Berry, la chanteuse du Glee Club, après que sa mère lui demande instamment de trouver une petite amie juive. Rachel est initialement résistante, mais accepte après que Puck chante Sweet Caroline pour elle devant le Glee Club dans Que la honte soit avec toi.

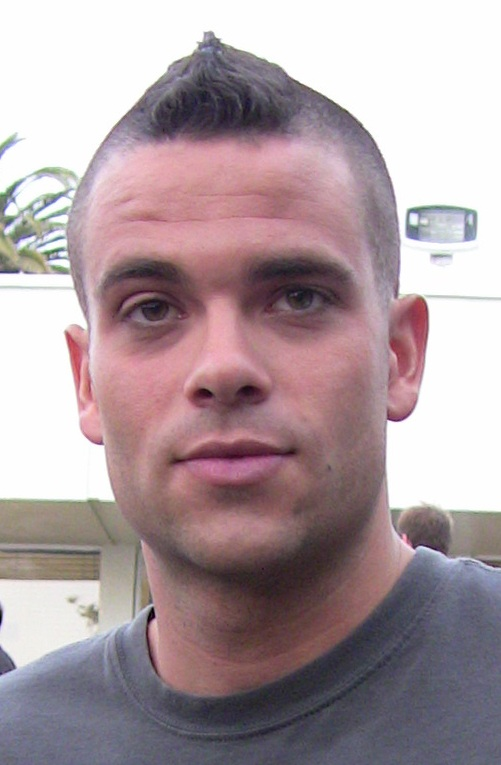
Mark Salling jouant Puck

Quand le Glee Club fait une vente de pâtisseries pour payer un bus accessible aux fauteuils roulants afin qu'Artie Abrams puisse venir avec les New Directions aux Communales, ils ne réussissent que parce que Puck fait une recette spéciale, en ajoutant de la drogue. Il propose une liasse de billets à Quinn afin de montrer qu'il serait un bon père et un fournisseur, elle se rend compte que c'est l'argent de la vente de pâtisseries, et refuse de l'accepter, mais elle le remercie et s'excuse pour ce qu'elle a dit. Quinn revient sur sa décision de faire adopter le bébé et donne à Puck une chance de prouver ses dires en l'aidant à garder les neveux de Terri Schuester. Puck l'impressionne, mais Quinn apprend plus tard qu'il avait passé une partie du temps à envoyer des sex-tos à Santana. Il affirme qu'il serait un bon père, mais il ne peut pas rester dans une relation engagée avec Quinn, si elle refuse d'avoir des relations sexuelles avec lui tous les jours, Quinn retourne à son plan initial de donner le bébé à Terri, qui fait semblant d'être enceinte. Rachel découvre que Puck est le père du bébé de Quinn et le raconte à Finn. Finn attaque Puck et confronte Quinn, qui avoue la vérité. Puck propose à nouveau d'être avec Quinn, mais elle lui refuse et lui dit qu'elle veut être seule, elle va alors chez Puck et part de chez Finn.
Dans l'épisode Trouver sa voix, Puck est rasé par son médecin, et se fait jeter dans la benne à ordures car il n'a plus sa crête iroquoise. Il sort brièvement avec Mercedes Jones, une membre du Glee Club puis une pom-pom girl populaire, pour restaurer son statut social. Son plan fonctionne, mais Mercedes et lui ont peu en commun, et Mercedes le quitte quand elle le voit se venger des étudiants qui l'ont jeté dans la benne à ordures. Dans le dernier épisode de la saison, Rhapsodie, Quinn accouche immédiatement après que les News Directions effectuent leurs numéros au concours Régional, et Puck est dans la salle d'accouchement quand Quinn donne naissance à une petite fille, Beth. Lorsque Puck et Quinn voient leurs bébé dans la pouponnière de l'hôpital, Puck dit à Quinn qu'il l'aime. Beth est adoptée par Shelby Corcoran, le coach des Vocal Adrenaline.

### Solo ou solo avec les New Directions ou autres
- Sweet Caroline (Neil Diamond) avec les New Directions.

### Duo/trio/quatuor et + ou duo/trio/quatuor et + avec les New Directions ou autres
- I Wanna Sex You Up (Color Me Badd)  avec Les Acafellas
- Papa Don't Preach (Madonna)  avec Quinn Fabray
- Run Joey Run (David Geddes)  avec Rachel Berry, Finn Hudson et Jesse St James
- Total Eclipse of the Heart (Bonnie Tyler)  avec Rachel Berry, Finn Hudson et Jesse St. James
- The Lady Is a Tramp (Sammy Davis, Jr.)  avec Mercedes Jones
- Loser (Beck)  avec Finn Hudson
- Good Vibrations (Marky Mark and the Funky Bunch feat Loleatta Holloway)  avec Mercedes Jones et Finn Hudson
- Over the Rainbow (Israel Kamakawiwoʻole)  avec Will Schuester

## Saison 2
Dans le match du premier épisode, Objectif New York, Puck est interviewé par le blogueur Jacob Ben Israël (Josh Sussman) et avoue avoir subi une vasectomie au cours de l'été, disant que c'était la seule chose responsable à faire. Jacob révèle que Puck souffre d'une dépression car il aime toujours Quinn Fabray. Peu après l'année scolaire commence, Puck est arrêté et envoyé à un centre de détention pour être rentré dans la fenêtre d'une boutique avec la voiture de sa mère et avoir pris la caisse et s'être tiré. Il revient dans Premiers baisers, mais il est maintenant en liberté conditionnelle et aide Artie Abrams dans une tentative de satisfaire son travail d'intérêt général. Bien qu'il dit à ses camarades qu'il semait la terreur, Puck avoue finalement à Artie qu'il était terrifié en centre, et les deux se mettent d'accord pour qu'Artie soit le tuteur de Puck. Puck doit recruter un membre du Glee Club car Kurt Hummel est parti à cause de menaces de mort à cause de son homosexualité. Il tente de recruter des joueurs de l'équipe de football, mais ils l'enferment dans des cabinets, il est secouru le lendemain par Lauren Zizes, qui devient le nouveau membre. Puck flirte avec Rachel Berry mais il s'arrête car il ne veut pas faire deux fois du mal à Finn Hudson. Ils finissent d'ailleurs par régler leurs différends dans Le camp des zombies, et ils travaillent ensemble pour aider l'équipe de football à gagner son premier championnat.
Dans l'épisode Les chansons d'amour, Puck tombe follement amoureux de Lauren, et interprète la chanson Fat Bottomed Girls, qui exprime son amour pour Lauren à cause de sa corpulence, mais Lauren est offensée par le chant. Santana Lopez, malheureuse d'être abandonnée par Puck, la provoque et essaye de la frapper, Lauren la jette autour comme si elle n'était rien, laissant tout le monde hébété. Puck propose immédiatement à Lauren de sortir avec lui. Elle accepte finalement d'aller à un rendez-vous pré-Valentin avec lui. Ils sortent à la Saint Valentin "en amis", même si la rondelle est clairement en espérant plus dans l'avenir. Dans l'épisode Sexy, Lauren dit à Puck qu'elle a décidé de faire une sex-tape pour l'aider à devenir célèbre, à sa grande joie, mais leurs plans sont anéantis lorsque le professeur (remplaçant) du cours d'éducation sexuelle, Holly Holliday les informe que les deux sont mineurs et que ce serait considérée comme de la pornographie enfantine. Dans le cadre d'un projet de classe dans l'épisode Sur un air original, Puck écrit et chante une chanson pour Lauren Heart Big Ass, qu'elle aime. Dans Born This Way, Puck découvre que Lauren avait été une reine de beauté enfant, il lui dit qu'il va lancer une campagne pour elle de devenir bal cette année-là la reine, et d'être son roi. Après la candidature, Quinn Fabray insulte Lauren, Puck aide Lauren à déterrer les secrets de Quinn, mais la tactique se retourne contre elle. Ni Puck, ni Lauren gagnent mais ils restent en couple. Ils vont à New York avec le reste des New Directions où le Glee Club finit douzième sur les cinquante chorales.

### Solo ou solo avec les New Directions ou autres
- Only the Good Die Young (Billy Joel) avec les New Directions
- Fat Bottomed Girls (Queen) avec les New Directions (hommes)
- Big Ass Heart (Composition originale)

### Duo/trio/quatuor et + ou duo/trio/quatuor et + avec les New Directions ou autres
- One Love/People Get Ready (Bob Marley & The Wailers)  avec Artie Abrams
- Need You Now (Lady Antebellum)  avec Rachel Berry
- Somebody to Love (Justin Bieber)  avec Artie Abrams, Mike Chang et Sam Evans
- Afternoon Delight (Starland Vocal Band)  avec Rachel Berry, Quinn Fabray, Emma Pillsbury et Carl Howell
- Isn't She Lovely ? (Stevie Wonder)  avec Artie Abrams, Mike Chang, Sam Evans et Finn Hudson
- Friday (Rebecca Black)  avec Artie Abrams et Sam Evans
- Bella Notte (Lady and the Tramp)  avec Artie Abrams, Mike Chang et Sam Evans

## Saison 3
Pour une raison inconnue, on apprend dans « The Purple Piano Project » que Puck et Lauren ne sortent plus ensemble. Shelby Corcoran, veut que Puck et Quinn Fabray entrent dans l'éducation de Beth. Et leur demandent de la garder quelquefois, une fois plus précisément dans l'épisode « Pot'O Gold », Puck et Shelby Corcoran s'embrassent alors qu'ils s'occupent de Beth. Il aide Quinn à mettre des objets dangereux dans la maison de Shelby afin de récupérer Beth. Puck développe des sentiments pour Shelby et lui chante "I'm the Only One" mais fait croire que c'était pour Santana Lopez; Quinn comprend que c'était pour Shelby. Il dira à Shelby ce que Quinn et lui ont fait. Dans l'épisode "Hold On To Sixteen", Beth est tombée et elle appelle Puck, sous le coup de l'émotion Shelby et Puck couchent ensemble, mais elle regrette. Ce n'est pas la première fois qu'elle regrette d'avoir une relation avec lui, cela l'énerve et il la quitte.
Il avoue après la victoire des New Directions aux Regionales qu'il aimerait avoir son diplôme.
Il propose à Finn d'aller avec lui à Los Angeles pour monter une affaire de nettoyage de piscine mais ce dernier refuse.
À l'approche des examens de Géographie, Puck veut avoir une bonne note et il séduit sa professeur qui lui dit qu'il devra reviser comme tout le monde et qu'elle ne peut pas lui mettre un D.
Il pense qu'il est trop stupide pour réussir et s'énerve. Les New Directions l'aident alors à réussir.
Plus tard il revoit son père qu'il n'avait pas vu depuis 5 ans et il l'aide financièrement. Il revisera toute la nuit avant l'examen.
Durant l'examen, il décide de répondre à toutes les questions et sort fier de lui. Il a finalement un F.
Il hésite à repasser le test mais Quinn l'encourage et ils s'embrassent.
Il a finalement un C- et obtient son diplôme.

### Solo ou solo avec les New Directions ou autres
- Waiting for a Girl Like You (Foreigner)
- Hot for Teacher(Van Halen)
- I'm the Only One (Melissa Etheridge)
- School's Out (Alice Cooper)

### Duo/trio/quatuor et + ou duo/trio/quatuor et + avec les New Directions ou autres
- America (West Side Story)  avec Tina Cohen-Chang, Santana Lopez, Mike Chang, et les Sharks and Jets
- Hot for Teacher (Van Halen)  avec Blaine Anderson, Mike Chang et Finn Hudson
- Man in the Mirror (Michael Jackson)  avec Artie Abrams, Sam Evans, Finn Hudson, Blaine Anderson et les New Directions
- Santa Claus Is Coming to Town (Bruce Springsteen et E Street Band)  avec Finn Hudson
- The Rain in Spain (My Fair Lady)  - avec Finn Hudson et les garçons de New Directions
- Glory Days (Bruce Springsteen) avec Finn Hudson

## Saison 4
Dans la première partie de la saison 4, il est révélé que Puck a un demi-frère nommé Jake Puckerman et dont il ne connait pas l'existence. Il le rencontre plus tard dans l'épisode suivant Brittany 2.0 grâce à Will Schuester car il était passé brièvement à Lima (il habite maintenant à Los Angeles). Il revient dans l'épisode 8, au lycée comme prévu pour Thanksgiving, Il est aussi dans l'épisode 10, épisode de Noël où il emmènera son frère à Los Angeles pour fêter Hanukkah. Il se réinstalle par la suite à Lima.
Il sort pendant quelque temps avec Kitty qu'il finit par quitter lorsqu'il s'inscrit à la fac où il retrouve Finn.

## Saison 5
Lors du troisième épisode de la saison, on apprend la mort de Finn. Les anciens comme les nouveaux sont réunis en salle de chant. Will veut commémorer Finn en chansons. Puck dit que cela ne le fera pas revenir mais Will veut que, le temps d'une chanson, ils puissent se remémorer les bons côtés. Le coach Beiste ne comprend pas qu'il ait peur de montrer ces émotions. Il lui dit qu'il n'a personne pour le comprendre et que s'il commence à pleurer, il ne s'arrêtera jamais. Elle le prend dans ses bras quand il se met à craquer. Il ne sait pas comment il va pouvoir avancer sans lui à ses côtés pour le maintenir dans le droit chemin. Elle lui dit qu'il doit devenir son propre quarterback. Plus tard, il interprète No Surrender en hommage à son meilleur ami. 
Il réapparaîtra lors du douzième épisode de la saison qui marquera le centième épisode de la série.